# Петур Кнудсен
Петур Кнудсен (фар. Petur Knudsen, нар. 21 квітня 1998) — фарерський футболіст, нападник данського клубу «Люнгбю».
Виступав, зокрема, за клуб «НСІ Рунавік», а також національну збірну Фарерських островів.

## Клубна кар'єра
Народився 21 квітня 1998 року. Вихованець футбольної школи клубу «НСІ Рунавік». Дорослу футбольну кар'єру розпочав 2014 року в основній команді того ж клубу, в якій провів сім сезонів, взявши участь у 137 матчах чемпіонату. У складі «НСІ Рунавік» був одним з головних бомбардирів команди, маючи середню результативність на рівні 0,39 гола за гру першості.
До складу клубу «Люнгбю» приєднався 2021 року. Станом на 5 вересня 2021 року відіграв за команду з Конгенс Люнгбю 7 матчів в національному чемпіонаті.

## Виступи за збірні
У 2013 році дебютував у складі юнацької збірної Фарерських островів (U-17), загалом на юнацькому рівні взяв участь у 25 іграх.
Протягом 2016–2020 років залучався до складу молодіжної збірної Фарерських островів. На молодіжному рівні зіграв у 15 офіційних матчах, забив 3 голи.
У 2021 році дебютував в офіційних матчах у складі національної збірної Фарерських островів.
| Дата       | Місто                  | Господарі         | Результат | Гості             | Турнір            | Голи | Примітки |
| ---------- | ---------------------- | ----------------- | --------- | ----------------- | ----------------- | ---- | -------- |
| 28-3-2021  | Відень                 | Австрія           | 3 – 1     | Фарерські острови | Відбір до ЧС 2022 | -    | 74'      |
| 4-6-2021   | Торсгавн               | Фарерські острови | 0 – 1     | Ісландія          | товариський матч  | -    | 84'      |
| 7-6-2021   | Торсгавн               | Фарерські острови | 5 – 1     | Ліхтенштейн       | товариський матч  | -    | 46'      |
| 4-9-2021   | Торсгавн               | Фарерські острови | 0 – 1     | Данія             | Відбір до ЧС 2022 | -    | 90'      |
| 12-10-2021 | Торсгавн               | Фарерські острови | 0 – 1     | Шотландія         | Відбір до ЧС 2022 | -    | 59'      |
| 12-11-2021 | Копенгаген             | Данія             | 3 – 1     | Фарерські острови | Відбір до ЧС 2022 | -    | 80'      |
| 15-11-2021 | Нетанья                | Ізраїль           | 3 – 2     | Фарерські острови | Відбір до ЧС 2022 | -    | 80'      |
| 26-3-2022  | Гібралтар              | Гібралтар         | 0 – 0     | Фарерські острови | товариський матч  | -    | 62'      |
| 29-3-2022  | Сан-Педро-дель-Пінатар | Фарерські острови | 1 – 0     | Ліхтенштейн       | товариський матч  | -    | 61'      |
| Усього     |                        | Матчів            | 9         |                   | Голів             | 0    |          |